# Donacia dentata
Donacia dentata  (лат.) — вид жуков-листоедов из подсемейства радужниц. Распространён в Европе, Западной Сибири, Алтае и восточном Казахстане.

## Описание
Имаго длиной 7—11 мм. Верхняя сторона тела бронзовая, часто бронзово-зелёная или медная, несколько шелковистая. Данный вид характеризуется следующими признаками:
- середина переднеспинки в грубых точках и явственных морщинках;
- задние бёдра с двумя зубчиками, у самки редко бывает один зубчик.

## Поведение
У взрослых самцов в сезон размножения проявляется брачная агрессивность, когда они соревнуются за самку. Брачное состязание самцов состоит из предупреждающих сигналов — резких движений задними ногами и надкрыльями, дальнейшим покачиванием задних ног, движением вершиной брюшка и наклоном всех ног на поверхность листа.

## Экология
Кормовыми растениями являются стрелолист обыкновенный, частуха обыкновенная и рогоз. Голодные жуки, находящиеся на поверхности приподнятого над водой листа кормового растения, наклонив голову делают надгрызы вдоль всего листа, оставляя после себя волнистую дорожку из мелких выгрызанных ямок.